# ماهی‌خورک‌های بزرگ
 ماهی‌خورک‌های بزرگ  (نام علمی: Megaceryle) نام یک سرده از زیرخانواده ماهی‌خورک‌های آبی است.

## گونه ها
- ماهی‌خورک عظیم, Megaceryle maxima
- ماهی‌خورک تاج‌دار, Megaceryle lugubris
- ماهی‌خورک کمربنددار, Megaceryle alcyon
- ماهی‌خورک حلقه‌دار, Megaceryle torquata